# Marie Glabazňová
Marie Glabazňová, křtěná Marie Karolína (19. října 1896 Kroměříž – 22. června 1980 Kroměříž) byla česká spisovatelka, učitelka a katolická básnířka. Působila též pod pseudonymy Marie Kadulová a Marie Krzeszovjáková.

## Život
Narodila se jako Marie Karolína Glabazňová na kroměřížském zámku arcibiskupskému nadsklepnímu Eduardu Glabazňovi a jeho ženě Marii rozené Kadulové. V letech 1926-39 působila jako učitelka ve Vítkovicích v Moravské Ostravě. V její rodné Kroměříži podporovala místní Klub přátel umění (v současné době se nazývá Švabinského kruh přátel výtvarného umění), který propagoval výtvarné umění ve městě.
Zemřela v roce 1980 v Kroměříži a je pohřbena na kroměřížském hřbitově.

## Dílo (výběr)
- Bloudění na jihu (1936) - vydal Jan Vicher, Petřvald
- Korálový věnec (1936) - nakladatelství Č. Beran, Olomouc.
- Kroky na dlažbě (1937)
- Země ve stínu (1938) - vydavatel L. Kuncíř
- Šedá kolébka (1941) - vydavatel L. Kuncíř
- Zimostráz (1943) - nakladatelství Rudolf Kmoch, Praha
- Myrha (zabaveno) - vydavatel L. Kuncíř, Praha
- Růže ze tmy (1944) - vydavatel L. Kuncíř
- Sestra Smrt (1946)
- Četl v žilobití vrásek (1975) - věnováno památce Maxe Švabinského

Přispívala také do čtrnáctideníku Vyšehrad - List pro křesťanskou kulturu, který vydával Katolický literární klub.

## Zajímavosti
Osobní knihovna Marie Glabazňové, sestávající z několika desítek knih a jiných dokumentů, je uložena v Opavě v Památníku Petra Bezruče.